# Гарячі голови
«Гарячі голови!» — американська пародійна комедія на фільм «Найкращий стрілець» за участю Чарлі Шина. Режисер — Джим Абрахамс.

## Сюжет
Пілота-аса Щасливчика Харлі (Чарлі Шин) все життя переслідує комплекс дурної спадковості батьківською лінією. Як він говорив, «Мій батько любив реактивні літаки, і я люблю їх. Мій батько не міг зробити нічого нормально, і я не можу». Але він справжній ас, а країні (США) потрібні герої. Щасливчика Харлі знаходять в індіанському поселенні, куди він перебрався після звільнення із ВПС. Військові збирають групу найкращих пілотів для проведення військової операції в Іраку (названої «Сонний горностай») на новітніх реактивних літаках.
Дорогою із поселення в частину Харлі зустрічається із прекрасною вершницею — Ромадою Томпсон (Валерія Голіно). Ромада психолог у військовій частині, в яку прямує Щасливчик. Природно, Харлі закохується в неї. Але у нього є визначений «бзік»: при будь-якому порівнянні Харлі з батьком він зривається і втрачає над собою контроль. І спочатку Ромада дає негативну характеристику на нього. А після декількох нещасних випадків під час навчальних вильотів, особливо коли гине його друг Томпсон, Харлі і сам збирається залишити частину та взагалі ВПС. До того ж перед проведенням бойової операції противники поставки нових літаків проводять диверсію на авіаносці.
Але незважаючи на все це, операція буде завершена успішно, а Саддам Хуссейн отримає персональний «подарунок» у вигляді бомби від Харлі прямісінько у власні руки!

## Цікавинки
- В титрах написано декілька кулінарних рецептів.
- Реактивні літаки, задіяні в зйомках — британські легкі винищувачі Folland Gnat. Вони ніколи не були на озброєнні Американських збройних сил. Іракські перехоплювачі та двомісний винищувач на початку фільму зображені літаки F-5 «Фрідом Файтер».

## У ролях
- Чарлі Шин — Щасливчик Харлі (Топпер Харлі)
- Кері Елвес — Лейтенант Кент Грегорі
- Валерія Голіно — Ромада Томпсон
- Ллойд Бріджес — Адмірал Бенсон
- Кевін Данн — Джеймс Блок
- Джон Крайер — Джим Фаффенбах на прізвисько «Відстій»
- Вільям О'Лірі — Піт Томпсон на прізвисько «Покійник»
- Крісті Свенсон — Пілот Ковальскі
- Єфрем Цимбаліст молодший — Вілсон
- Білл Ірвін — Базз Харлі